# ルーズベルト郡 (モンタナ州)
ルーズベルト郡（英: Roosevelt County）は、アメリカ合衆国モンタナ州の北西部に位置する郡である。2010年国勢調査での人口は10,425人であり、2000年の10,620人から1.8％減少した。郡庁所在地はウルフポイント（人口2,621人）であり、同郡で人口最大の自治体である。
ルーズベルト郡は、1919年にモンタナ州議会がシェリダン郡から分離して設立した。郡名はルーズベルト郡が創設される直前に死亡した元アメリカ合衆国大統領セオドア・ルーズベルトに因んで名付けられた。

## 地理
アメリカ合衆国国勢調査局に拠れば、郡域全面積は2,370平方マイル (6,138 km2)であり、このうち陸地は2,356平方マイル (6,102 km2)、水域は14平方マイル (36 km2)で水域率は0.59％である。郡域の74％以上はフォートペック・インディアン居留地に占められている。

### 主要高規格道路
- アメリカ国道2号線
- モンタナ州道13号線
- モンタナ州道16号線
- モンタナ州道25号線
- モンタナ州道251号線

### 隣接する郡
- シェリダン郡 - 北
- ダニエルズ郡 - 北
- バレー郡 - 西
- マコーン郡 - 南西
- リッチランド郡 - 南
- ウィリアムズ郡 (ノースダコタ州) - 東

### 国立保護地域
- フォートユニオン交易基地国立歴史史跡（部分）
- メディシン湖国立野生生物保護区（部分）

## 人口動態
以下は2000年国勢調査による人口統計データである。
| 基礎データ - 人口: 10,620人 - 世帯数: 3,581 世帯 - 家族数: 2,614 家族 - 人口密度: 2人/km2（4人/mi2） - 住居数: 4,044軒 - 住居密度: 1軒/km2（2軒/mi2） 人種別人口構成 - 白人: 40.93% - アフリカン・アメリカン: 0.05% - ネイティブ・アメリカン: 55.75% - アジア人: 0.43% - 太平洋諸島系: 0.05% - その他の人種: 0.25% - 混血: 2.53% - ヒスパニック・ラテン系: 1.23% 先祖による構成 - ノルウェー系：12.6％ - ドイツ系：11.5％ 言語による構成 - 英語：94.8％ - ダコタ語：3.4％ 年齢別人口構成 - 18歳未満: 34.6% - 18-24歳: 7.9% - 25-44歳: 25.8% - 45-64歳: 20.2% - 65歳以上: 11.6% - 年齢の中央値: 32歳 - 性比（女性100人あたり男性の人口） - 総人口: 98.3 - 18歳以上: 93.7 | 世帯と家族（対世帯数） - 18歳未満の子供がいる: 40.5% - 結婚・同居している夫婦: 47.2% - 未婚・離婚・死別女性が世帯主: 18.9% - 非家族世帯: 27.0% - 単身世帯: 23.6% - 65歳以上の老人1人暮らし: 10.3% - 平均構成人数 - 世帯: 2.89人 - 家族: 3.40人 収入と家計 - 収入の中央値 - 世帯: 24,834米ドル - 家族: 27,833米ドル - 性別 - 男性: 25,177米ドル - 女性: 19,728米ドル - 人口1人あたり収入: 11,347米ドル - 貧困線以下 - 対人口: 11.1% - 対家族数: 32.4% - 18歳未満: 41.6% - 65歳以上: 15.1% |

## 都市と町

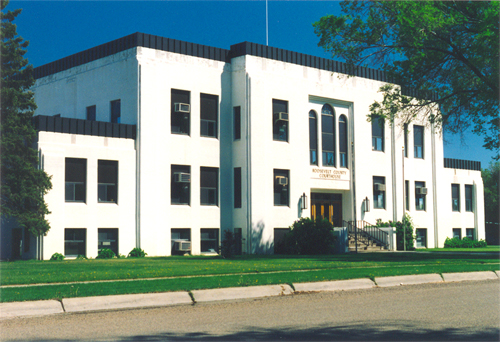
ウルフポイントにあるルーズベルト郡庁舎

### 都市
- ウルフポイント - 郡庁所在地
- ポプラ

### 町
- ベインビル
- ブロックトン
- カルバートソン
- フロイド